# Ole we-Jored
| ֽ   | Silluq           |  | ֫ ֥  | Ole we-Jored        |
| ֑   | Etnachta         |  | ֗   | Rewia gadol         |
| ֝ ֗  | Rewia Mugrasch   |  | ֓ ׀ | Schalschelet gedola |
| ֮   | Zarqa (Trope)    |  | ֗   | Rewia qaton         |
| ֭   | Dechi            |  | ֡   | Pazer               |
| ֤ ׀ | Mahpach legarmeh |  | ֨ ׀ | Asla legarmeh       |

| ֣ | Munach        |  | ֥ | Mercha       |
| ֬ | Illuj         |  | ֖ | Tipcha       |
| ֢ | Atnach hafuch |  | ֤ | Mahpach      |
| ֨ | Qadma         |  | ֓ | Schalschelet |
| ֘ | Zinnorit      |  |  |              |

## Symbol
Ole we-Jored entsteht aus der Kombination der Zeichen von Ole mit Mercha. Das Zeichen für Ole sieht aus wie das Zeichen für Mahpach, steht jedoch immer über dem Wort, während Mahpach bzw. Jetiw unter dem Wort stehen. Wenn Ole ausfällt, dann ist aus einem zuvor vorkommenden Zarqa oder aus anderen Indizien auf Jored zu schließen.

## Grammatik
Ole we-Jored ist ein starkes Trennungszeichen, eine disjunktive Trope der zweiten Ebene. Die Rolle, die das Sof pasuq in der ersten Ebene (Kaiser) hat, wird von Ole we-Jored in der zweiten Ebene (König) übernommen. Im poetischen System ist Sof pasuq (das Versende) der einzige Kaiser. Etnachta ist hier nur ein König. Mehr noch: Ole we-Jored ist im poetischen System nach Sof pasuq der zweitstärkste trennende Akzent. Wenn ein Vers in der zweiten Ebene durch mehr als einen König unterteilt wird, ist das Gewicht als Trenner von Ole we-Jored stärker noch als das von Etnachta.
Ole we-Jored kann nicht auf dem ersten Wort auftauchen. Ein Ole-we-Jored-Segment kann also nicht aus einem einzigen Wort bestehen. es kann jedoch durch Herzöge weiter unterteilt werden. Als letzter Herzog kann hier Zinnor, oder ersatzweise in bestimmten Fällen ein Rewia qaton auftreten. Als weiter entfernt vorangehendes Trennzeichen kann Rewia gadol gefunden werden. Wenn das Segment nur zwei Wörter enthält, ist immer ein Rewia qaton auf dem ersten Wort erforderlich.
Ole we-Jored kann höchstens einen Diener haben. Dieser ist dann in den allermeisten Fällen Atnach Hafuch, das in einzelnen Fällen auch auf demselben Wort anstelle eines Meteg erscheinen kann. In wenigen Fällen erscheinen andere Konjunktionen.
| Ijob 18,4                               | Ijob 18,4 | Ijob 18,4 | Ijob 18,4 | Ijob 18,4 | Ijob 18,4 | Ijob 18,4 | Ijob 18,4 | Ijob 18,4 | Ijob 18,4 | Ijob 18,4 | |
| --------------------------------------- | --- | --- | --- | --- | --- | --- | --- | --- | --- | --- | --- |
| Gesamter Vers (durch Kaiser abgetrennt) | טֹֽרֵ֥ף נַפְשׁ֗וֹ בְּאַ֫פּ֥וֹ הַ֭לְמַעַנְךָ תֵּעָ֣זַב אָ֑רֶץ וְיֶעְתַּק־צ֝֗וּר מִמְּקֹמֽוֹ׃ „Du, der sich selbst zerfleischt in seinem Zorn, soll deinetwegen die Erde verlassen werden, ein Fels von seiner Stelle wegrücken?“ | טֹֽרֵ֥ף נַפְשׁ֗וֹ בְּאַ֫פּ֥וֹ הַ֭לְמַעַנְךָ תֵּעָ֣זַב אָ֑רֶץ וְיֶעְתַּק־צ֝֗וּר מִמְּקֹמֽוֹ׃ „Du, der sich selbst zerfleischt in seinem Zorn, soll deinetwegen die Erde verlassen werden, ein Fels von seiner Stelle wegrücken?“ | טֹֽרֵ֥ף נַפְשׁ֗וֹ בְּאַ֫פּ֥וֹ הַ֭לְמַעַנְךָ תֵּעָ֣זַב אָ֑רֶץ וְיֶעְתַּק־צ֝֗וּר מִמְּקֹמֽוֹ׃ „Du, der sich selbst zerfleischt in seinem Zorn, soll deinetwegen die Erde verlassen werden, ein Fels von seiner Stelle wegrücken?“ | טֹֽרֵ֥ף נַפְשׁ֗וֹ בְּאַ֫פּ֥וֹ הַ֭לְמַעַנְךָ תֵּעָ֣זַב אָ֑רֶץ וְיֶעְתַּק־צ֝֗וּר מִמְּקֹמֽוֹ׃ „Du, der sich selbst zerfleischt in seinem Zorn, soll deinetwegen die Erde verlassen werden, ein Fels von seiner Stelle wegrücken?“ | טֹֽרֵ֥ף נַפְשׁ֗וֹ בְּאַ֫פּ֥וֹ הַ֭לְמַעַנְךָ תֵּעָ֣זַב אָ֑רֶץ וְיֶעְתַּק־צ֝֗וּר מִמְּקֹמֽוֹ׃ „Du, der sich selbst zerfleischt in seinem Zorn, soll deinetwegen die Erde verlassen werden, ein Fels von seiner Stelle wegrücken?“ | טֹֽרֵ֥ף נַפְשׁ֗וֹ בְּאַ֫פּ֥וֹ הַ֭לְמַעַנְךָ תֵּעָ֣זַב אָ֑רֶץ וְיֶעְתַּק־צ֝֗וּר מִמְּקֹמֽוֹ׃ „Du, der sich selbst zerfleischt in seinem Zorn, soll deinetwegen die Erde verlassen werden, ein Fels von seiner Stelle wegrücken?“ | טֹֽרֵ֥ף נַפְשׁ֗וֹ בְּאַ֫פּ֥וֹ הַ֭לְמַעַנְךָ תֵּעָ֣זַב אָ֑רֶץ וְיֶעְתַּק־צ֝֗וּר מִמְּקֹמֽוֹ׃ „Du, der sich selbst zerfleischt in seinem Zorn, soll deinetwegen die Erde verlassen werden, ein Fels von seiner Stelle wegrücken?“ | טֹֽרֵ֥ף נַפְשׁ֗וֹ בְּאַ֫פּ֥וֹ הַ֭לְמַעַנְךָ תֵּעָ֣זַב אָ֑רֶץ וְיֶעְתַּק־צ֝֗וּר מִמְּקֹמֽוֹ׃ „Du, der sich selbst zerfleischt in seinem Zorn, soll deinetwegen die Erde verlassen werden, ein Fels von seiner Stelle wegrücken?“ | טֹֽרֵ֥ף נַפְשׁ֗וֹ בְּאַ֫פּ֥וֹ הַ֭לְמַעַנְךָ תֵּעָ֣זַב אָ֑רֶץ וְיֶעְתַּק־צ֝֗וּר מִמְּקֹמֽוֹ׃ „Du, der sich selbst zerfleischt in seinem Zorn, soll deinetwegen die Erde verlassen werden, ein Fels von seiner Stelle wegrücken?“ | טֹֽרֵ֥ף נַפְשׁ֗וֹ בְּאַ֫פּ֥וֹ הַ֭לְמַעַנְךָ תֵּעָ֣זַב אָ֑רֶץ וְיֶעְתַּק־צ֝֗וּר מִמְּקֹמֽוֹ׃ „Du, der sich selbst zerfleischt in seinem Zorn, soll deinetwegen die Erde verlassen werden, ein Fels von seiner Stelle wegrücken?“ | טֹֽרֵ֥ף נַפְשׁ֗וֹ בְּאַ֫פּ֥וֹ הַ֭לְמַעַנְךָ תֵּעָ֣זַב אָ֑רֶץ וְיֶעְתַּק־צ֝֗וּר מִמְּקֹמֽוֹ׃ „Du, der sich selbst zerfleischt in seinem Zorn, soll deinetwegen die Erde verlassen werden, ein Fels von seiner Stelle wegrücken?“ |
| 2. Ebene (Könige)                       | מִמְּקֹמֽוֹ׃ Kaiser Sof pasuq am Versende „[…] von seiner Stelle […]“ | מִמְּקֹמֽוֹ׃ Kaiser Sof pasuq am Versende „[…] von seiner Stelle […]“ | מִמְּקֹמֽוֹ׃ Kaiser Sof pasuq am Versende „[…] von seiner Stelle […]“ | וְיֶעְתַּק־צ֝֗וּר 3. König nach Etnachta: Rewia Mugrasch „[…] ein Fels […] wegrücken? […]“                                                                                                 | וְיֶעְתַּק־צ֝֗וּר 3. König nach Etnachta: Rewia Mugrasch „[…] ein Fels […] wegrücken? […]“                                                                                                 | הַ֭לְמַעַנְךָ תֵּעָ֣זַב אָ֑רֶץ 2. König: Etnachta „[…] soll deinetwegen die Erde verlassen werden […]“                                                                                            | הַ֭לְמַעַנְךָ תֵּעָ֣זַב אָ֑רֶץ 2. König: Etnachta „[…] soll deinetwegen die Erde verlassen werden […]“                                                                                            | טֹֽרֵ֥ף נַפְשׁ֗וֹ בְּאַ֫פּ֥וֹ 1. König: Ole we-Jored „Du, der sich selbst zerfleischt in seinem Zorn                                                                                               | טֹֽרֵ֥ף נַפְשׁ֗וֹ בְּאַ֫פּ֥וֹ 1. König: Ole we-Jored „Du, der sich selbst zerfleischt in seinem Zorn                                                                                               | טֹֽרֵ֥ף נַפְשׁ֗וֹ בְּאַ֫פּ֥וֹ 1. König: Ole we-Jored „Du, der sich selbst zerfleischt in seinem Zorn                                                                                               | |

Ole we-Jored kann eine Psalmüberschrift vom Rest des Verses abtrennen, z. B. „Ein Wallfahrtslied“ (Ps 121,1 ). Der restliche Vers ist weiter hinten durch Etnachta untergliedert.
| Psalm 121,1       | Psalm 121,1 | Psalm 121,1 | Psalm 121,1 | Psalm 121,1 | Psalm 121,1 | Psalm 121,1 | Psalm 121,1 | Psalm 121,1 | Psalm 121,1 | Psalm 121,1 | |
| ----------------- | --- | --- | --- | --- | --- | --- | --- | --- | --- | --- | --- |
| Gesamter Vers     | שִׁ֗יר לַֽמַּ֫עֲלֹ֥ות אֶשָּׂ֣א עֵ֭ינַי אֶל־הֶהָרִ֑ים מֵ֝אַ֗יִן יָבֹ֥א עֶזְרִֽי׃ „Wallfahrtslied: Ich hebe meine Augen auf zu den Bergen: Woher kommt mir Hilfe?“ | שִׁ֗יר לַֽמַּ֫עֲלֹ֥ות אֶשָּׂ֣א עֵ֭ינַי אֶל־הֶהָרִ֑ים מֵ֝אַ֗יִן יָבֹ֥א עֶזְרִֽי׃ „Wallfahrtslied: Ich hebe meine Augen auf zu den Bergen: Woher kommt mir Hilfe?“ | שִׁ֗יר לַֽמַּ֫עֲלֹ֥ות אֶשָּׂ֣א עֵ֭ינַי אֶל־הֶהָרִ֑ים מֵ֝אַ֗יִן יָבֹ֥א עֶזְרִֽי׃ „Wallfahrtslied: Ich hebe meine Augen auf zu den Bergen: Woher kommt mir Hilfe?“ | שִׁ֗יר לַֽמַּ֫עֲלֹ֥ות אֶשָּׂ֣א עֵ֭ינַי אֶל־הֶהָרִ֑ים מֵ֝אַ֗יִן יָבֹ֥א עֶזְרִֽי׃ „Wallfahrtslied: Ich hebe meine Augen auf zu den Bergen: Woher kommt mir Hilfe?“ | שִׁ֗יר לַֽמַּ֫עֲלֹ֥ות אֶשָּׂ֣א עֵ֭ינַי אֶל־הֶהָרִ֑ים מֵ֝אַ֗יִן יָבֹ֥א עֶזְרִֽי׃ „Wallfahrtslied: Ich hebe meine Augen auf zu den Bergen: Woher kommt mir Hilfe?“ | שִׁ֗יר לַֽמַּ֫עֲלֹ֥ות אֶשָּׂ֣א עֵ֭ינַי אֶל־הֶהָרִ֑ים מֵ֝אַ֗יִן יָבֹ֥א עֶזְרִֽי׃ „Wallfahrtslied: Ich hebe meine Augen auf zu den Bergen: Woher kommt mir Hilfe?“ | שִׁ֗יר לַֽמַּ֫עֲלֹ֥ות אֶשָּׂ֣א עֵ֭ינַי אֶל־הֶהָרִ֑ים מֵ֝אַ֗יִן יָבֹ֥א עֶזְרִֽי׃ „Wallfahrtslied: Ich hebe meine Augen auf zu den Bergen: Woher kommt mir Hilfe?“ | שִׁ֗יר לַֽמַּ֫עֲלֹ֥ות אֶשָּׂ֣א עֵ֭ינַי אֶל־הֶהָרִ֑ים מֵ֝אַ֗יִן יָבֹ֥א עֶזְרִֽי׃ „Wallfahrtslied: Ich hebe meine Augen auf zu den Bergen: Woher kommt mir Hilfe?“ | שִׁ֗יר לַֽמַּ֫עֲלֹ֥ות אֶשָּׂ֣א עֵ֭ינַי אֶל־הֶהָרִ֑ים מֵ֝אַ֗יִן יָבֹ֥א עֶזְרִֽי׃ „Wallfahrtslied: Ich hebe meine Augen auf zu den Bergen: Woher kommt mir Hilfe?“ | שִׁ֗יר לַֽמַּ֫עֲלֹ֥ות אֶשָּׂ֣א עֵ֭ינַי אֶל־הֶהָרִ֑ים מֵ֝אַ֗יִן יָבֹ֥א עֶזְרִֽי׃ „Wallfahrtslied: Ich hebe meine Augen auf zu den Bergen: Woher kommt mir Hilfe?“ | שִׁ֗יר לַֽמַּ֫עֲלֹ֥ות אֶשָּׂ֣א עֵ֭ינַי אֶל־הֶהָרִ֑ים מֵ֝אַ֗יִן יָבֹ֥א עֶזְרִֽי׃ „Wallfahrtslied: Ich hebe meine Augen auf zu den Bergen: Woher kommt mir Hilfe?“ |
| 2. Ebene (Könige) | יָבֹ֥א עֶזְרִֽי׃ Sof pasuq / Siluq als Kaiser am Versende „[…] kommt mir Hilfe? […]“                                                | יָבֹ֥א עֶזְרִֽי׃ Sof pasuq / Siluq als Kaiser am Versende „[…] kommt mir Hilfe? […]“                                                | יָבֹ֥א עֶזְרִֽי׃ Sof pasuq / Siluq als Kaiser am Versende „[…] kommt mir Hilfe? […]“                                                | מֵ֝אַ֗יִן Rewia Mugrasch als 3. König „[…] Woher: […]“                                                                            | מֵ֝אַ֗יִן Rewia Mugrasch als 3. König „[…] Woher: […]“                                                                            | אֶשָּׂ֣א עֵ֭ינַי אֶל־הֶהָרִ֑ים Etnachta als 2. König „[…] Ich hebe meine Augen auf zu den Bergen […]“                                     | אֶשָּׂ֣א עֵ֭ינַי אֶל־הֶהָרִ֑ים Etnachta als 2. König „[…] Ich hebe meine Augen auf zu den Bergen […]“                                     | שִׁ֗יר לַֽמַּ֫עֲלֹ֥ות Ole we-Jored als 1. König „Wallfahrtslied: […]“                                                                   | שִׁ֗יר לַֽמַּ֫עֲלֹ֥ות Ole we-Jored als 1. König „Wallfahrtslied: […]“                                                                   | שִׁ֗יר לַֽמַּ֫עֲלֹ֥ות Ole we-Jored als 1. König „Wallfahrtslied: […]“                                                                   | |

Ole we-Jored kann nur der erste König des gesamten Verses sein. In einem aus drei Abschnitten bestehenden Vers endet der erste Abschnitt mit Ole we-Jored:

“A verse may be divided into one, two or three stichs. A one-stich verse is divided by dehi, which looks like tipcha but is under the last letter of the word. In a two-stich verse, the first stich ends with atnach. In a three-stich verse, the first stich ends with oleh ve-yored, which looks like mahpach (above the word) followed by tipcha, on either the same word or two consecutive words, and the second stich ends with atnach. Major disjunctives within a stich are revia qaton (immediately before oleh ve-yored), revia gadol (elsewhere) and tzinnor (which looks like zarqa). The last stich may be divided by revia megurash, which looks like geresh combined with revia. Minor disjunctives are pazer gadol, shalshelet gedolah, azla legarmeh (looking like qadma) and mehuppach legarmeh (looking like mahpach): all of these except pazer are followed by a pesiq. Mehuppach without a pesiq sometimes occurs at the beginning of a stich.”

„Ein Vers kann in ein, zwei oder drei Abschnitte unterteilt werden. Ein aus einem Abschnitt bestehender Vers wird durch Dechi unterteilt. In einem aus zwei Abschnitten bestehenden Vers endet der erste Abschnitt mit Etnachta. In einem aus drei Abschnitten bestehenden Vers endet der erste Abschnitt mit Ole we-Jored, welches wie Mahpach aussieht (aber über dem Wort gesetzt), bestehend aus den Symbolen Ole zusammen mit Jored (sieht aus wie Mercha). Es folgt dann Tipcha. Der zweite Abschnitt endet mit Etnachta. Hauptdisjunktionen innerhalb eines Abschnittes sind Rewia Katon (unmittelbar vor Ole we-Jored), Rewia Gadol (an anderer Stelle) und Zinnor (sieht aus wie Zarqa). Der letzte Abschnitt wird unterteilt durch Rewia Mugrasch (sieht aus wie Geresch muqdam kombiniert mit Rewia). Disjunktionen der unteren Ebene sind Pazer gadol, Schalschelet gedola, Asla Legarmeh und Mehuppach Legarmeh: allen diesen folgt, mit Ausnahme bei Pazer, ein Paseq. Mehuppach ohne Paseq tritt gelegentlich zu Beginn eines Abschnitts auf.“

## Vorkommen
| ספרי אמ"ת סִפְרֵי אֱמֶת                                                                            | ספרי אמ"ת סִפְרֵי אֱמֶת |
| --------------------------------------------------------------------------------------------- | ------------------ |
| Sifre Emet [siɸre ʔɛmɛt] deutsch ‚Bücher Emet‘, bzw. ‚Bücher der Wahrheit‘                    |                    |
| אִיוֹב                                                                                          | (Ijob)             |
| מִשְלֵי                                                                                          | (Sprichwörter)     |
| תְהִלִּים                                                                                         | (Psalmen)          |
| Anfangsbuchstaben der Bücher Ijob , Sprichwörter und Psalmen bilden zusammen das Merkwort אֱמֶת |                    |

| Teil des Tanach | Ole we-Jored |
| --------------- | ------------ |
| Psalmen         | 325          |
| Ijob            | 40           |
| Sprüche         | 29           |
| Gesamt          | 421          |

Ole we-Jored zählt zu den Ta’amei Sifrei Emet טַעֲמֵי סִפְרֵי אֱמֶ"ת, den Teamim der Bücher Emet.
Die Tabelle zeigt das Vorkommen von Ole we-Jored in den drei poetischen Büchern.